# Aeroportul Barranco Minas
Aeroportul Barranco Minas (IATA: NBB, ICAO: SKBM) este un aeroport din Guainía⁠(d), Columbia ce deservește zona Barrancominas⁠(d). Aeroportul a fost tranzitat în 2022 de 4.981 de pasageri.
Situat la o altitudine de 133 m, aeroportul dispune de o singură pistă.